# André Vuillet
André Vuillet, född  15 februari 1883 i Paris, Frankrike, död 6 september 1914 i Ippécourt, var en fransk entomolog.
Auktorsnamnet Vuillet kan användas för André Vuillet i samband med ett vetenskapligt namn inom zoologin; se Wikipedia-artiklar som länkar till auktorsnamnet.